# Test de micronúcleos
El test del micronúcleo es un ensayo in vivo que se realiza en médula ósea de roedores y que permite evaluar la capacidad de un compuesto para inducir alteraciones cromosómicas. Es un ensayo que se realiza en roedores – ratas o ratones fundamentalmente – y como en todo ensayo in vivo posee las ventajas de que se pueden reproducir los procesos de ADME. Por otro lado, como en todos de ellos, posee la desventaja del problema de la extrapolación a otras especies.
	Durante la fase mitótica anafásica, en la que se separan las dos cromátidas hermanas, se forman los micronúcleos a partir de material genético que ha quedado rezagado. El material cromosómico, que no llega a ninguno de los polos anafásicos, debido a alguna alteración cromosómica o algún mal funcionamiento del aparato mitótico, no queda incluido en ninguno de los dos núcleos que van a dar lugar a las dos células hijas, y puede formar un núcleo pequeño, perfectamente visible con el microscopio óptico. 
Los micronúcleos son cuerpos citoplasmáticos de naturaleza nuclear, se originan por roturas cromosómicas, por errores durante la replicación y posterior división del ADN y/o por la exposición a agentes genotóxicos. Hay factores que pueden influir o modificar el número de micronúcleos presente en una célula como por ejemplo: edad, género, tratamientos médicos, exposición diaria a algún agente, etc. El material genético que forma los micronúcleos son principalmente fragmentos cromosómicos acéntricos, pero también puede derivar de cromosomas enteros.
	Durante la división celular de cualquier tipo de célula se pueden formar micronúcleos, pero se detectan más fácilmente en aquellas que carecen de núcleo, como son los eritrocitos. Por eso, se realiza con mayor frecuencia en los eritrocitos de la médula ósea de rata o ratón, en concreto en los eritrocitos inmaduros, inmediatamente después de haber expelido el núcleo, que aún mantienen propiedades de tinción características que los diferencian de eritrocitos maduros.
	El procedimiento es dividir a los animales en tres grupos en los cuales se va a realizar el ensayo. Los grupos en los que se suele dividir en ensayo son los siguientes:
Un grupo al que se le administra el vehículo
Un grupo al que se le administra la sustancia a ensayar a una dosis subtóxica, normalmente la DL10
Un tercer grupo al que se le administra el control positivo
	La vía de administración que se utiliza suele ser la que va a tener lugar en el ser humano, normalmente la oral. Se sacrifican a distintos tiempos que suelen ser en dos o tres momentos concretos, entre 24 y 48 horas después del tratamiento. Se extrae la medula ósea del fémur de los animales y se realiza el correspondiente frotis sobre un portaobjetos. Se prosigue con la tinción de las preparaciones, y luego se realiza el recuento de 2.000 eritrocitos por animal. El resultado se considera positivo cuando se obtiene un incremento estadísticamente significativo en el número de micronúcleos encontrados en el grupo tratado con respecto al grupo control negativo.